# Communauté de communes Ussel - Meymac - Haute-Corrèze
La communauté de communes Ussel - Meymac - Haute-Corrèze est une ancienne communauté de communes française, située dans le département de la Corrèze et la région Nouvelle-Aquitaine.

## Histoire
La communauté de communes Ussel - Meymac - Haute-Corrèze a été créée le 4 décembre 2003 pour une prise d'effet au 1er janvier 2004, grâce à l'idée politique de rassemblement et de développement durable du territoire géographique et socio-économique haut-corrézien, autour de l'axe autoroutier A89.
Le siège de la communauté de communes, qui comprend une pépinière et un hôtel d'entreprises, est implanté dans le parc d'activité du Bois-Saint-Michel au carrefour de la RD1089 (reliant Clermont-Ferrand à Tulle et Brive-la-Gaillarde) et de l'A89 (sortie Ussel-Ouest).
Le 1er janvier 2017, la communauté de communes Ussel - Meymac - Haute-Corrèze a fusionné avec 5 autres communautés de communes pour créer Haute-Corrèze Communauté. Le siège de Haute-Corrèze Communauté est situé au 23 parc d'activité du Bois Saint Michel à Ussel.

## Composition
Elle regroupe 19 communes :
| Nom                      | Code Insee | Gentilé           | Superficie (km2) | Population (dernière pop. légale) | Densité (hab./km2) |
| ------------------------ | ---------- | ----------------- | ---------------- | --------------------------------- | ------------------ |
| Ussel (siège)            | 19275      | Ussellois         | 50,37            | 9 772 (2014)                      | 194                |
| Alleyrat                 | 19006      | Alleyratois       | 14,76            | 96 (2014)                         | 6,5                |
| Ambrugeat                | 19008      | Ambrugeacois      | 29,57            | 197 (2014)                        | 6,7                |
| Chaveroche               | 19053      |                   | 18,26            | 205 (2014)                        | 11                 |
| Combressol               | 19058      | Combressolois     | 25,43            | 338 (2014)                        | 13                 |
| Courteix                 | 19065      | Courteixois       | 10,09            | 63 (2014)                         | 6,2                |
| Davignac                 | 19071      | Davignacois       | 30,14            | 228 (2014)                        | 7,6                |
| Lignareix                | 19114      | Lignareixois      | 9,38             | 163 (2014)                        | 17                 |
| Maussac                  | 19130      | Maussacois        | 13,78            | 428 (2014)                        | 31                 |
| Mestes                   | 19135      | Mestois           | 11,45            | 360 (2014)                        | 31                 |
| Meymac                   | 19136      | Meymacois         | 87,15            | 2 428 (2014)                      | 28                 |
| Saint-Angel              | 19180      | Saint-Angelois    | 47,54            | 699 (2014)                        | 15                 |
| Saint-Étienne-aux-Clos   | 19199      |                   | 34,78            | 224 (2014)                        | 6,4                |
| Saint-Exupéry-les-Roches | 19201      | Saint-Exupériens  | 37,00            | 579 (2014)                        | 16                 |
| Saint-Fréjoux            | 19204      |                   | 24,93            | 293 (2014)                        | 12                 |
| Saint-Pardoux-le-Vieux   | 19233      | Saint-Pardousiens | 15,80            | 294 (2014)                        | 19                 |
| Saint-Rémy               | 19238      |                   | 30,96            | 218 (2014)                        | 7                  |
| Saint-Sulpice-les-Bois   | 19244      |                   | 22,92            | 80 (2014)                         | 3,5                |
| Valiergues               | 19277      | Valierguois       | 13,13            | 142 (2014)                        | 11                 |

## Liste des présidents successifs
| Période       | Période          | Identité           | Étiquette | Qualité                            |
| ------------- | ---------------- | ------------------ | --------- | ---------------------------------- |
| 2003          | 2008             | Laurent Chastagnol | UMP       | Maire de Ussel (2001-2008)         |
| 2008          | 2014             | Daniel Delpy       | UMP       | Maire de Valiergues (2008-2014)    |
| 17 avril 2014 | 31 décembre 2016 | Françoise Béziat   | UMP-LR    | Maire-adjointe d'Ussel (2014-2019) |